# 中国—密克罗尼西亚联邦关系
中國—密克羅尼西亞聯邦關係（英語：China–Federated States of Micronesia relations），是指中華人民共和國和密克羅尼西亞聯邦之間的外交關係，兩國於1989年9月11日建交。

## 歷史
中國和密克羅尼西亞聯邦兩國於1989年9月11日建立正式外交關係。中國於1990年在密克羅尼西亞聯邦首都帕利基爾設立大使館，並於1991年派出首位大使。起初，密克羅尼西亞聯邦駐日大使兼任駐華大使，直至其於2007年在北京設立大使館 。密克羅尼西亞聯邦總統約翰·哈格萊爾加姆是兩國在1989年9月建交後第一位訪華的密國國家元首（此前開國總統中山利雄曾於1987年2月訪華，但兩國當時未建交。）至2024年，密聯邦歷任總統均訪問過中國（最近一位是現任總統西米納，於2024年4月訪問中國）。
戴维·帕努埃洛在2019年就任密克罗尼西亚联邦总统后延续对中华人民共和国友好的态度，他称赞中华人民共和国各方面的成就，如政治体制带来和平友爱的环境，外交方面，他特别赞扬一带一路的援助，戴维总统更公开感谢中华人民共和国领导人习近平没有忽略小国。他称自己是中国真诚的好朋友，也称中国共产党，中国人民是密克罗尼西亚的亲密的中国朋友。
2022年5月中國與南太平洋島國舉辦的第二屆中國─南太島國外長會議，有傳言指密聯邦總統戴維·帕努埃洛（David Panuelo）向南太多國領袖發函呼籲拒絕中方提出的聯合聲明稿，估引起外交界人士對於中華人民共和國與密克羅尼西亞聯邦關係出現裂痕的猜疑。直到2022年10月31日，中共開完二十大之後，帕努埃洛表示讚賞中國的發展政策，以及讚賞習近平領導的中華人民共和國維繫與包括密聯邦在內的他國友誼，同時表示希望深化與華關係有利於兩國政府和人民之後，這段猜疑才被打消 。
帕努埃洛總統也曾經讚賞中國幫助密克羅尼西亞開發當地的椰子園，為密聯邦帶來收入。
2023年3月9日密克羅尼西亞總統帕努埃洛致函國會議長及地方領導階層，揭露中國以跟監、賄賂手段，對該國進行「政治作戰」和灰色地帶行為。並直言，反對中國的策略對自己和家人帶來風險，且2月到斐濟參加太平洋島國論壇（PIF）特別領袖會議時，還被中國軍方情報官跟監。2月會面台灣外交部長，提出與台灣建交。作為回應，密克羅尼西亞聯邦國會於4月4日以投票通過決議CR 22-200的形式，否決了帕努埃洛總統在函件中提出的外交轉向台灣的建議。

## 經貿關係
2018年11月7日，中國和密克羅尼西亞聯邦兩國政府簽署《中華人民共和國政府與密克羅尼西亞聯邦政府關於共同推進絲綢之路經濟帶和21世紀海上絲綢之路建設的諒解備忘錄》。
2022年，中密貿易總額為3060萬美元，同比下降18.4％。其中，中國出口額3050萬美元，同比下降3.82%；進口額10萬美元，同比下降99.42%。

## 文化關係
1995年4月，中國向密克羅尼西亞聯邦派出兩名乒乓球教練。2002年10月，中國中央電視台第九套節目（後改稱英語新聞頻道）在密克羅尼西亞聯邦落地。2007年9月，密克羅尼西亞聯邦雅浦州歌舞團赴深圳參加首屆亞洲青年藝術節。2017年7月，密克羅尼西亞聯邦雅浦州傳統舞蹈藝術團赴廣東、四川、福建等地演出。
中國自1992年起每年向密克羅尼西亞聯邦提供政府獎學金名額。中國於2006年起向密克羅尼西亞聯邦派遣漢語教師，目前有1名教師在密克羅尼西亞聯邦學院任教。 2007年，密克羅尼西亞聯邦學院與浙江海洋學院結為友好院校。2010年1月21日，密克羅尼西亞－中國友好協會在密克羅尼西亞聯邦首都波納佩州成立。2015年10月16日，雅浦州－中國經濟文化交流協會在雅浦州成立。
1998年，山東省和密克羅尼西亞聯邦科斯雷州建立友好省州關係。1999年，浙江省和密克羅尼西亞聯邦波納佩州建立友好省州關係。2011年，廣東省和密克羅尼西亞聯邦丘克州、寧夏回族自治區和密克羅尼西亞聯邦雅浦州分別建立友好省（區）州關係。 2018年，海南省和密克羅尼西亞聯邦雅浦州建立友好省州關係。

## 外部連結
- 中華人民共和國駐密克羅尼西亞聯邦大使館官方網站（简体中文）（英文）
  - 中華人民共和國駐密克羅尼西亞聯邦大使館經濟之窗官方網站（简体中文）